# Thorsten Schulz
Thorsten Schulz (* 5. Dezember 1984 in Groß-Gerau) ist ein ehemaliger deutscher Fußballspieler.

## Karriere
Sein erster Jugendverein war der SV Untermenzing, bei dem Thorsten Schulz zwei Jahre gespielt hat. Als Achtjähriger wechselte Schulz zum FC Bayern München. Dort genoss er die Jugendausbildung von der F-Jugend bis zur B-Jugend. Schulz spielte somit etwa neun Jahre für die Nachwuchsmannschaften des FC Bayern München. Sein größter sportlicher Erfolg im „Junior Team“ war der Gewinn der Deutschen B-Jugend-Meisterschaft unter Trainer Stephan Beckenbauer. Seine beiden Jahre in der A-Jugend spielte für den FC Energie Cottbus. Thorsten Schulz konnte sich für die Amateurmannschaft des Bundesligisten empfehlen und war Stammspieler in der viertklassigen Oberliga Nordost. Während dieser Zeit durfte er an Trainingseinheiten und Vorbereitungsspielen der ersten Mannschaft unter Eduard Geyer teilnehmen und schloss die Schule zugleich erfolgreich mit Abitur ab.
Nach einem Mittelfußbruch im Jahr 2004 kehrte er nach Bayern zurück und wechselte für ein Jahr zum SC Fürstenfeldbruck in die viertklassige Bayernliga. 2006 wechselte Schulz zur Amateurmannschaft der SpVgg Unterhaching und wurde auch dort zum Leistungsträger. Während dieser beiden Spielzeiten von 2004 bis 2006 absolvierte er parallel eine Ausbildung zum Bankkaufmann bei der Commerzbank AG in München. Im Sommer 2007 rückte er unter Werner Lorant in den Profikader der ersten Mannschaft auf. Sein Debüt in der Regionalliga Süd gab er am 8. August 2007 (2. Spieltag) beim 2:1-Sieg im Heimspiel gegen den SC Pfullendorf, als er für Roman Týce in der 66. Minute eingewechselt wurde.
Nach dem Trainerwechsel wurde Schulz unter Ralph Hasenhüttl als rechter Verteidiger zur unumstrittenen Stammkraft und qualifizierte sich mit der SpVgg Unterhaching 2008 für die neu eingeführte 3. Liga. Sein erstes Profitor erzielte er am 17. August 2008 (3. Spieltag) beim 2:0-Sieg gegen die Stuttgarter Kickers mit dem Treffer zum zwischenzeitlichen 1:0 in der 13. Minute. Auch unter Hasenhüttls Nachfolger Klaus Augenthaler blieb Schulz Stammspieler.
Im Sommer 2011 folgte er seinem ehemaligen Trainer Hasenhüttl und wechselte zum Ligakonkurrenten VfR Aalen. Dort wurde er auf Anhieb zum Stammspieler und absolvierte in seiner ersten Saison für den VfR 23 Ligaspiele, ehe er wegen eines Kreuzbandrisses für den Rest der Rückrunde ausfiel. Am Ende der Saison erreichte die Mannschaft den zweiten Tabellenplatz und stieg in die 2. Bundesliga auf. Nach seiner Genesung konnte Schulz sich in der Rückrunde der Folgesaison erneut als Stammspieler der Zweitligamannschaft etablieren. Von den Aalenern erhielt er erst im April 2013 ein Angebot des Vereins für eine Verlängerung seines im Sommer auslaufenden Vertrags. Wegen der langen Ungewissheit hatte sich Schulz aber bereits entschlossen, ein Vertragsangebot des Ligakonkurrenten SG Dynamo Dresden anzunehmen und befand sich zum Zeitpunkt der Unterbreitung des Aalener Angebots bereits in Dresden, um einen sowohl für die zweite als auch für die dritte Liga gültigen Zweijahresvertrag zu unterzeichnen.
Bei den Dresdnern setzte sich Thorsten Schulz zur Mitte der Hinrunde als Stammspieler durch, der Verein stieg am Saisonende jedoch als Tabellen-17. ab. Nach dem Abstieg wechselte Schulz im Sommer 2014 zum Zweitligisten FC Erzgebirge Aue, wo er sich jedoch in der folgenden Saison nicht durchsetzen konnte und bis zur Winterpause nur in drei Spielen zum Einsatz kam. Im Januar 2015 schloss er sich deshalb dem Drittligisten Preußen Münster an, bei dem er einen Vertrag bis zum Saisonende unterzeichnete.
Im Sommer 2015 kehrte er zum VfR Aalen zurück, der inzwischen in die dritte Liga abgestiegen war. Bei den Schwaben unterzeichnete er zunächst einen Zweijahresvertrag, der später um ein weiteres Jahr verlängert wurde. In Aalen wurde Schulz erneut Stammspieler, ehe er sich in seiner dritten Saison in der Rückrunde verletzte. Nachdem sein Vertrag im Sommer 2018 daraufhin auslief, beendete Schulz anschließend aufgrund seiner Verletzung seine Profikarriere.

## Erfolge
- Deutscher B-Jugend Meister 2001 (mit dem FC Bayern München)
- Aufstieg in die 2. Bundesliga 2012 (mit dem VfR Aalen)